# Café des 2 Moulins
Café des 2 Moulins (z fr. Kawiarnia pod dwoma młynami) – kawiarnia położona w dzielnicy Montmartre w Paryżu.
Nazwa Des 2 Moulins wzięła się od dwóch położonych w okolicy młynów, którymi są: Moulin Rouge oraz Moulin de la Galette.
Wnętrze kawiarni zawiera m.in. bar oraz stoliki, a także wydzieloną strefę, gdzie parzy się espresso.
Od czasu, kiedy Des 2  Moulins stało się akcją filmu Amelia (2001), kawiarnia stała się 
popularna, będąc miejscem odwiedzanym często przez turystów oraz fanów filmu.

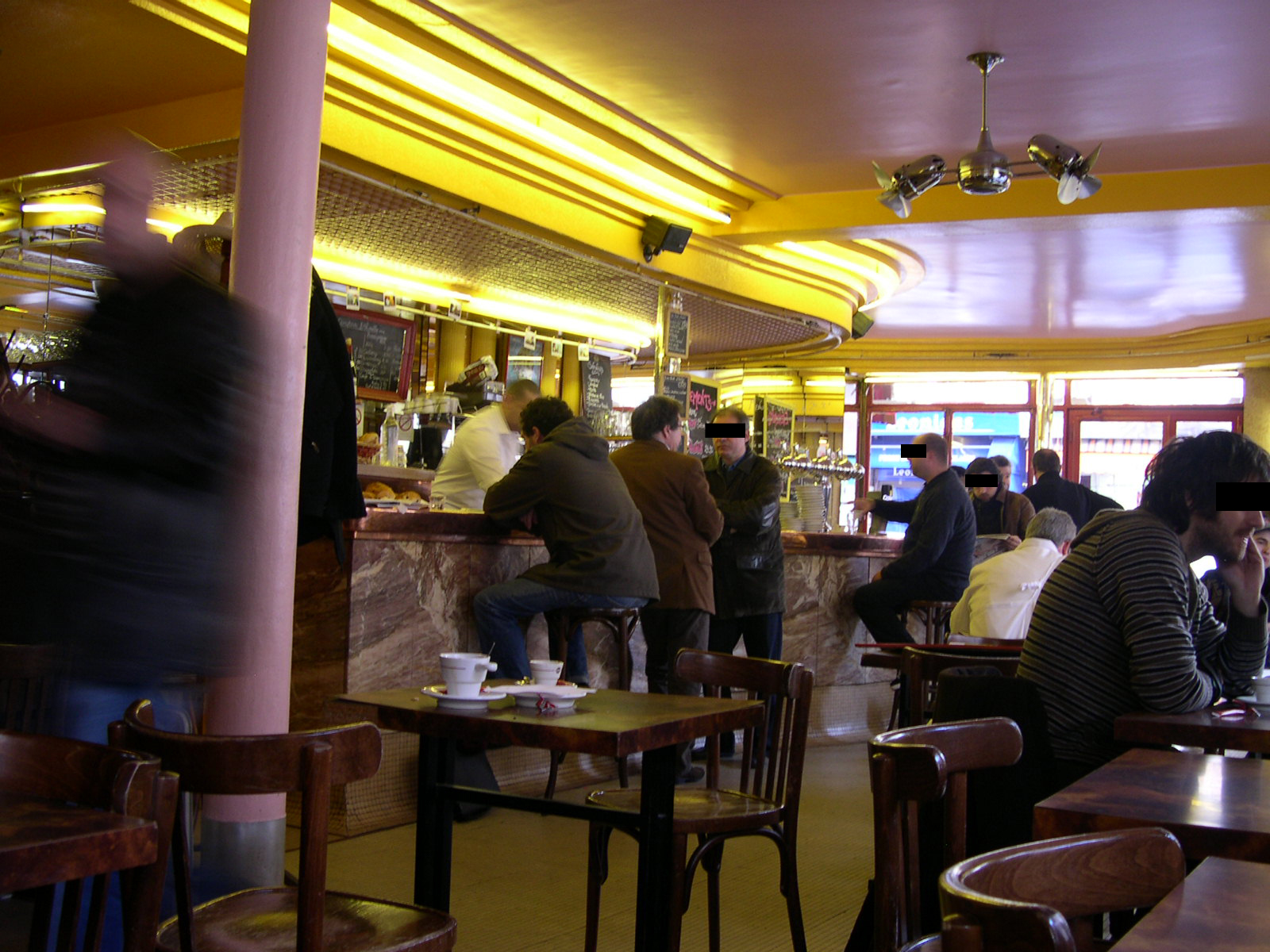
Wnętrze kawiarni